# Karin Stüwe
Karin Stüwe es una deportista de la RDA que compitió en ciclismo en la modalidad de pista. Ganó una medalla de bronce en el Campeonato Mundial de Ciclismo en Pista de 1965, en la prueba de velocidad individual.

## Medallero internacional
| Campeonato Mundial | Campeonato Mundial     | Campeonato Mundial | Campeonato Mundial   |
| Año                | Lugar                  | Medalla            | Competición          |
| ------------------ | ---------------------- | ------------------ | -------------------- |
| 1965               | San Sebastián (España) | Medalla de bronce  | Velocidad individual |